# Bundesstraße 274
De Bundesstraße 274 (kort: B 274) is een bundesstraße in de Duitse deelstaat Rijnland-Palts.
De weg begint in Sankt Goarshausen aan de B42 en loopt door Holzhausen an der Haide, Oberfischbach en Mittelfischbach en eindigt bij Zollhaus aan de B54. De weg is 34,2 kilometer lang.

## Routebeschrijving
De B274 begint op een kruising de B42 in Sankt Goarshausen en loopt door Bogel, langs Nastätten, Holzhausen an der Haide, door Rettert; Oberfischbach, Mittelfischbach en Katzenelnbogen. De B274 eindigt in Hahnstätten op een kruising met de B54.

## Geschiedenis
Oorspronkelijk liep de B274 door Nastätten en Buch. Tegenwoordig loopt er ten zuiden van beide dorpen een rondweg. Deze rondweg eindigt op een rotonde ten zuiden van Holzhausen op de B260, waarna ze samen noordwaarts naar Holzhausen lopen. Waar de weg uiteindelijk weer verder loopt via de oude route richting het oosten.

## Verkeersintensiteiten
In 2010 reden dagelijks 2.000 tot 5.000 voertuigen tussen de diverse dorpen, met een piek van 8.000 voertuigen in het grootste dorp Nastätten.
B1 · B3 · B7 · B8 · B9 · B10 · B26 · B27 · B35 · B37 · B38 · B39 · B40 · B41 · B42 · B43 · B43a · B44 · B45 · B47 · B48 · B49 · B50 · B51 · B52 · B53 · B54 · B55 · B55a · B56 · B56n · B57 · B58 · B59 · B61 · B62 · B63 · B64 · B65 · B66 · B66n · B67 · B68 · B70 · B80 · B83 · B84 · B219 · B220 · B221 · B223 · B224 · B225 · B226 · B227 · B228 · B229 · B230 · B231 · B233 · B234 · B235 · B236 · B237 · B238 · B239 · B241 · B249 · B250 · B251 · B252 · B253 · B254 · B255 · B256 · B257 · B258 · B259 · B260 · B261 · B262 · B263 · B264 · B265 · B266 · B267 · B268 · B269 · B270 · B271 · B272 · B274 · B275 · B277a · B278 · B279 · B284 · B288 · B323 · B324 · B326 · B327 · B399 · B400 · B403 · B405 · B406 · B407 · B409 · B410 · B411 · B412 · B413 · B414 · B416 · B417 · B418 · B419 · B420 · B421 · B422 · B423 · B424 · B426 · B427 · B428 · B429 · B448 · B449 · B450 · B451 · B452 · B453 · B454 · B455 · B456 · B457 · B458 · B459 · B460 · B469 · B473 · B474 · B475 · B476 · B477 · B478 · B479 · B480 · B481 · B482 · B483 · B484 · B485 · B486 · B487 · B488 · B489 · B499 · B504 · B506 · B507 · B508 · B509 · B510 · B511 · B513 · B514 · B515 · B516 · B517 · B519 · B520 · B521 · B525 · B528 · B611